# Caduceus

Caduceus – Hermova resp. Merkurova hůl

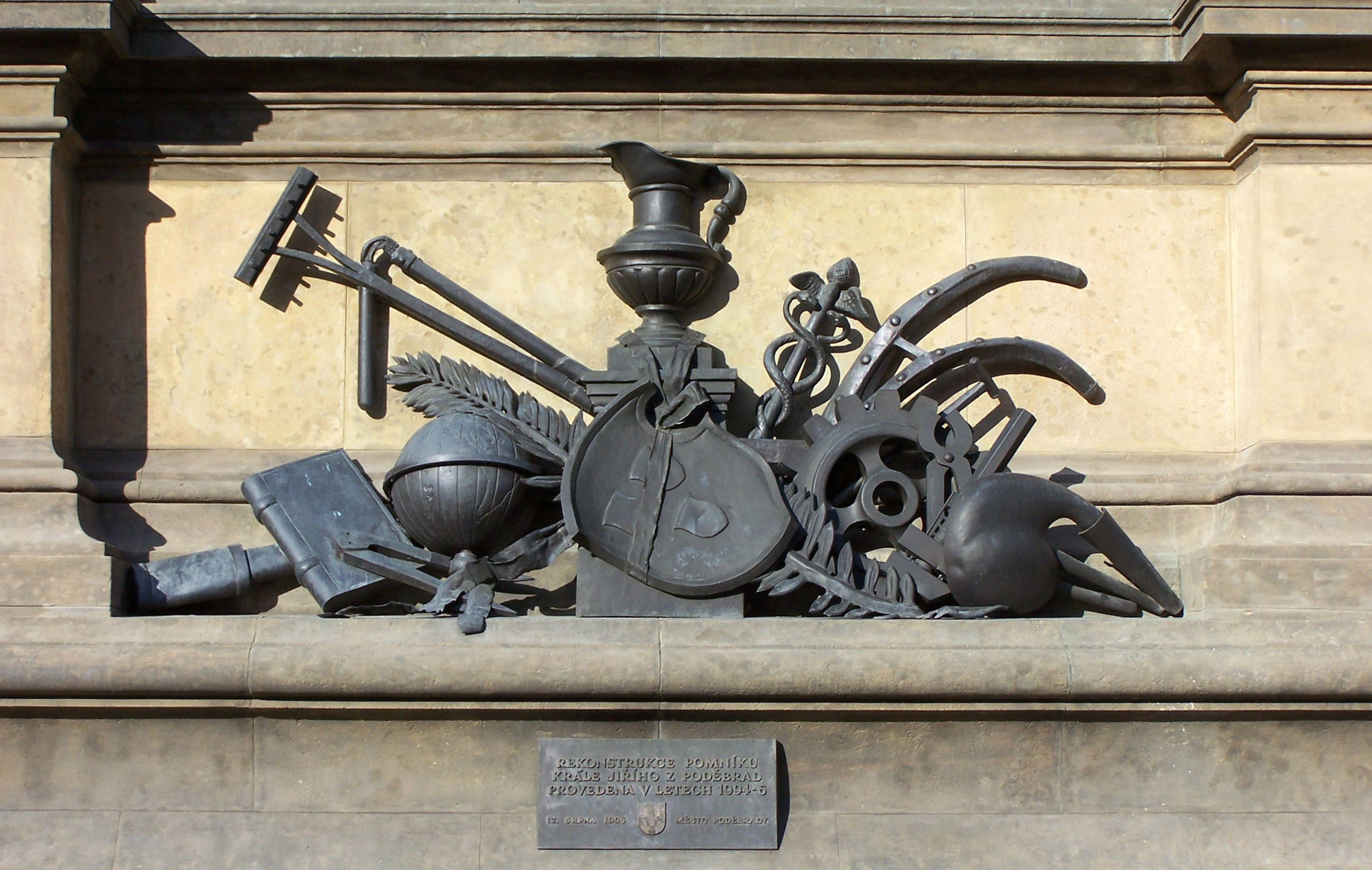
Merkurova hůl v surrealistickém společenství křivule, hrábí, cepu, ozubeného kola, knihy, karafy s vínem v emblému míru na pomníku Jiřího z Poděbrad Bohuslava Schnircha.

Caduceus nebo kaduceus, též kérykeion je znak obchodníků. Symbol má svůj počátek ve starověkém Řecku, byl součástí řecké mytologie. Zde je atributem boha Herma. Římská mytologie Herma přejmenovala na Merkura. Na rozdíl od Aeskulapovy hole je Hermova resp. Merkurova hůl obtočená dvěma hady a její vršek je okřídlen.

## Symbolika
Dvojice hadů znázorňuje tvůrčí konflikt, plodnost, ideální rovnováhu protikladů a křídla zároveň prchavost této harmonie.

### Řecká mytologie
Hůl dostal Hermes od svého staršího bratra Apollóna jako bonus k původně ukradenému stádu padesáti posvátných krav, které mu věnoval výměnou za lyru. Šlo o Hermův první povedený obchod.